# Декаборан(14)
Декаборан(14) — бинарное неорганическое соединение бора и водорода с формулой B10H14, бесцветные кристаллы, медленно реагирует с водой,имеет специфический, исключительно сильный запах.

## Получение
- Разложение диборана:

{\displaystyle {\mathsf {5B_{2}H_{6}\ {\xrightarrow {280^{o}C}}\ B_{10}H_{14}+8H_{2}}}}
- Разложение пентаборана:

{\displaystyle {\mathsf {2B_{5}H_{11}\ {\xrightarrow {25^{o}C}}\ B_{10}H_{14}+4H_{2}}}}

## Физические свойства
Декаборан(14) образует бесцветные кристаллы,
ромбической сингонии,
пространственная группа P nnm,
параметры ячейки a = 0,7225 нм, b = 1,044 нм, c = 0,568 нм, Z = 2.
В твёрдом состоянии стабилен, в расплавленном состоянии самовоспламеняется на воздухе.

## Химические свойства
- Медленно реагирует с водой:

{\displaystyle {\mathsf {B_{10}H_{14}+30H_{2}O\ {\xrightarrow {}}\ 10H_{3}BO_{3}+22H_{2}\uparrow }}}
- При взаимодействии с азотной кислотой вызывает сильнейший взрыв.

## Применение
Исследовался как компонент высокоэффективных ракетных топлив.